# 远志明
远志明（1955年1月16日—），河北任丘人，牧师，作家，电视政论片《河殇》撰稿人之一。

## 主要生平
远志明于1973年参军，在北京卫戍区服役，直至1983年考取中国人民大学哲学系马克思主义哲学硕士研究生，两年后转为博士生。其间在国内各大报刊发表一系列哲学、政论文章，积极参与改革开放研究。1988年，他参与了大型电视片《河殇》的撰稿。
1989年，远志明参与民运。六四事件后，远志明遭通缉，被迫流亡海外，与妻女分离，父亲于他逃亡期间过世。。远志明逃经香港、巴黎，参与创办民主中国阵线，主编《民主中国》杂志。次年到达美国，在普林斯顿大学作访问学者，接触到华人基督教会。
1990年4月28日（根据其妻子刘丽莉见证，为1991年4月），远志明受洗成为基督徒。同年9月妻女赴美团聚。1992年，由林慈信牧师介绍入读密西西比改革宗神学院，获跨文化研究碩士学位。1995年加入《海外校园》杂志。1999年参与创办神州传播协会（董事长谢文杰），任总编导，并四处传道。曾任《生命季刊》杂志的董事和编委. 2009年10月25日于旧金山湾区一个借用的教堂中被跨宗派的数位华人牧师（陈道明牧师、王永信牧师、容保罗牧师、刘同苏牧师、关国瑞牧师及刘彤牧师）按立成为牧师，刘同苏牧师形容远志明“代表了我们这一代的中国传道人的托付”。
2014年12月23日，柴玲發佈公開信指控遠志明在1990年秋在普林斯頓強暴她。2015年2月，远志明辞去神州传播协会职务。退隐一年多后，于2016年3月复出，重新开始公开讲道。

## 爭議

### 被柴玲指控强姦
柴玲與遠志明曾是八九民運領袖。2014年12月23日感恩節前，柴玲發佈公開信《“我們永遠可以找出真相，你願意嗎？”——柴玲寫給教會關於遠志明的信》，指控遠志明在1990年秋在普林斯頓強暴她。柴玲在文中說，當時她剛剛搬進新的公寓，遠志明拿了一片色情片來說要給她看，當時她覺得不好意思、要求遠志明離開時，遠志明抓住她、用體力強行把她按倒在地毯上強暴她，並用她掙扎中掉在地上的外衣蓋住她的眼睛。
事件引起信徒廣泛關注，十八位華人教會牧者其後成立調查委員會，並於2015年2月23日聯署發佈《關於「柴遠事件」的調查報告》，當中包括涉及遠志明的四件「相類事件」的調查內容和除遠志明以外的證人證供。該四件「相類事件」為：（1）舞蹈演員朱女士指控遠志明1989年在巴黎對其性侵；（2）柴玲指控1990年在普林斯頓被遠志明強姦；（3）遠志明被指控於2013年5月在德國某營會中對一位80後年輕姊妹有不當行為；（4）遠志明被指控於2013年9月在巴黎誘姦一位90後姊妹（未遂）。
神州傳播協會於2015年2月28日公佈，遠志明已辭去一切事奉與事工。 2015年3月2日，遠志明發表《致教會弟兄姐妹的信》，他在文中表示「對於1990年我信主前的婚外性過犯，我再次公開地向神認罪，向當事人道歉」及「但我不能承認我沒有犯過的罪。對於針對我的強姦、誘姦未遂和性侵指控，我一概否認」。

### 《神州》的神學錯誤和歷史錯誤
遠志明在其影片《神州》之中以拆字方式宣稱中文字隱含《聖經》內的描述以進行傳教，例如：「船」字拆開成「舟八口」，代表著一艘船裝著八個人，就是《創世紀》中挪亞帶了一家八口進方舟的故事。但此說法遭到方舟子、李天命等人的批評。
而將老子當成類似於舊約的先知，將《道德經》和《聖經》並列的表達，被海外包括《河殤》的主要撰稿人和宗教与文化比較研究學者並也已經成為基督徒的謝選駿、學者牧師莊祖鯤等人的反對。《海外校園》基督教雜誌社在其創辦的《舉目》第一期 （页面存档备份，存于）即有專輯探討此事情，也包括遠志明自己的回應文章和該電視片的出品人謝文傑的回應文章中；不過文章中對各類批評未曾直接面對，反而指控批評者為無神論思維。當時在各個主要基督教社區網站如《赞美网》（www.zanmei.net，该网站2007年突然关闭，不过域名一直有人继续持有）等也對此事有諸多探討，惟意見不一。

### 《十字架—耶穌在中國》电视片
该电视剧纪录片主要是回顾了一百年来基督教在中国的发展情况，特别是在无神论政权掌权的几十年中受迫害却日益兴旺的发展势头。其中很多美好的真实的见证，历史性的错误不明显，获得评价比《神州》更高 （页面存档备份，存于）。不过公开放映后还是引来不少争议 （页面存档备份，存于）。主要集中在几方面：有些被福音派教会所认为是异端的人物成为被采访对象，有些被采访人物未被告知摄录内容将出现在这样一个公开放映并且内容涵盖如此广泛的碟片中，被采访者未曾在公开发行前对自己的片段给予确认，对改革开放后三自教会还有的很多偏差未予说明，太多拍摄农村灵恩派教会的片段等。

### 2008年《旧金山共识》
2008年12月8日， 远志明主導的，包括他與余杰、王怡、刘同苏、洪予健、张伯笠、张路加、张志刚、祝建、周小安、范学德、李亚丁、赵莉、赵晓、金明日、崔权、黄磊、杨万里和冯秉诚共19人发表《旧金山共识》，被一些基督徒认为是和掌权者中國共產黨政治合作来“和谐”（控制）基督教会（即“基督教和谐控制计划”）。

### 旧金山湾区豪宅豪车指控
作家意田在新浪博客撰文，指控远志明生活奢侈，在旧金山湾区拥有豪宅，内有五间卧室，三个浴室，车库可停放三台车，停放奔驰等豪车。远志明豪宅位于湾区富人区，在美国房产网站上估价高达98万美金。远志明只有一个女儿，且在外地上学，意田质疑远志明夫妇为何需要住这么大的房子。意田同时指控远志明在2009年10月25日被按立为牧师后，并未去寻找任何教会去牧养，反而在两周之内购买豪宅。

## 作品
| - 《失了大地得了天空》链接被墙 - 《信仰对话录》 （页面存档备份，存于） - 《老子与圣经》 （页面存档备份，存于） - 《老子原文与译文》链接被墙 - 《信仰随笔》 （页面存档备份，存于） - 《神州忏悔录-上帝与五千年中国》链接被墙 - 《旧金山共识》 | - 十二集见证布道系列《我为什么信耶稣》；十二集布道培灵系列《到耶稣这里来》；十二集培训系列《唯独耶稣别无根基》 - 七集电视系列片《神州》 - 大型纪录片《十字架—耶稣在中国》 - 四集电视系列片《福音》 - 九集电视系列片《彼岸》 - 悉尼歌剧院《天歌2012》 |